# In ginocchio da te
In ginocchio da te („Auf Knien zu dir“) ist ein italienisches Lied von Gianni Morandi aus dem Jahr 1964, das von Franco Migliacci und Bruno Zambrini geschrieben wurde.

## Hintergrund und Veröffentlichung

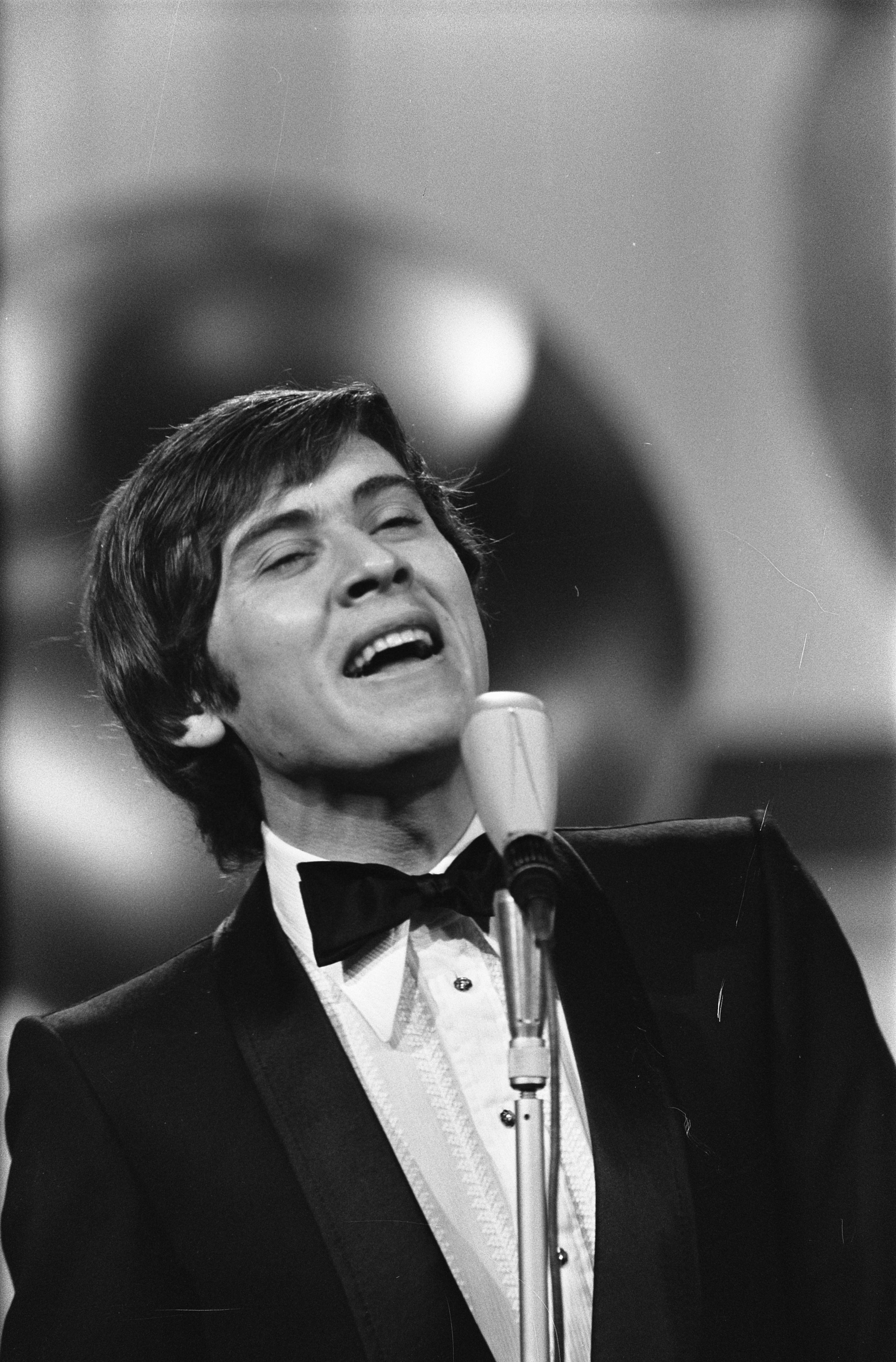
Gianni Morandi (1970)

Gianni Morandi erhielt nach der Entdeckung durch Produzent Franco Migliacci 1962 einen Plattenvertrag mit RCA Italiana. Nach kleineren Erfolgen mit den ersten Singles nahm er 1964 mit dem Lied In ginocchio da te am Musikwettbewerb Cantagiro teil und gewann. Die 7″-Single erschien bei RCA mit der B-Seite Se puoi uscire una domenica sola con me (Text von Giancarlo Guardabassi, Musik ebenfalls von Bruno Zambrini). Migliacci trat dabei sowohl als Liedtexter als auch als Produzent in Erscheinung, das Orchester wurde von Ennio Morricone geleitet und der Begleitgesang stammte von den Cantori Moderni von Alessandro Alessandroni (sowohl Morricone als auch Alessandroni waren zu jener Zeit auch an Sergio Leones Für eine Handvoll Dollar beteiligt). Später wurde das Lied in Morandis zweites Album Ritratto di Gianni aufgenommen.
Ab 1964 erhielt Morandi auch Rollen in sogenannten Musicarelli, billig produzierten Musikkomödien fürs Kino, in denen er Lieder aus seinem Repertoire singen konnte. Morandis erster Musicarello (und Auftakt zu einer Trilogie) war In ginocchio da te, unter der Regie von Ettore Maria Fizzarotti. Darin spielte er einen jungen Sänger, der in Neapel seinen Militärdienst ablegt und sich schließlich zwischen einer Frau aus der Oberschicht und der Tochter seines Obersten entscheiden muss. Der Film (und überhaupt die ganze Trilogie, die daneben noch aus Non son degno di te und Se non avessi più te [beide 1965] bestand) war ein durchschlagender Publikumserfolg und bildete einen Höhepunkt in der Geschichte der Musicarelli.
Morandi nahm das Lied auch auf Spanisch unter dem Titel Hoy de rodillas auf, mit einem Text von Amart (Antonio Martínez). Es erschien erstmals 1964 als Teil einer EP mit weiteren drei Liedern. Außerdem veröffentlichte er die Single mit der B-Seite 24 ore al giorno in Japan unter dem Titel 貴方にひざまづいて (Anata ni hizamadzuite) (der Text blieb allerdings unübersetzt).

## Musik
In ginocchio da te besteht musikalisch im Wesentlichen aus Refrain (Teil A) und Strophe (Teil B), nach dem Schema: A-B-B’-A-[B]-B’-A-A’.
Das Lied steht im Zweihalbetakt (bei Übergängen teilweise durch Zweivierteltakte unterbrochen). Es beginnt mit einer viertaktigen instrumentalen Einleitung, direkt gefolgt vom ebenfalls viertaktigen Refrain (A). Die erste (B) und die zweite Strophe (B’), je acht Takte lang, stehen direkt hintereinander, dann schließt ein weiteres Mal der Refrain an. Nach einem viertaktigen Instrumentalsolo wird noch einmal die zweite Hälfte der ersten Strophe wiederholt ([B]); es folgt die melodisch leicht variierte dritte Strophe (B’) und der letzte Refrain, der mit einer Teilwiederholung (A’) auf acht Takte gestreckt wird. Am Schluss spielt das Orchester noch weiter, wobei die Länge je nach Version variiert, und wird schließlich ausgeblendet; das Nachspiel greift den Refrain wieder auf.
Die Tonart ist durchgehend Es-Dur. Das Intro beschränkt sich ganz auf die Dominante (B-moll); deutlich zu hören ist die rhythmische Basslinie, während die Streicher mit aufsteigenden Glissandi zum Refrain (A) hinführen. Dieser baut auf der Akkordfolge I-vi-ii7-V7 auf. In den Strophen (B) kommen außerdem die zweite Stufe, der Dur-Septakkord auf der sechsten Stufe und ein Moll-Akkord mit hinzugefügter Sexte auf der fünften Stufe dazu ([I]-vi-I-vi-VI7-v6-ii-ii7-V7-ii-ii7-V7). Die zwei Varianten der Strophe unterscheiden sich durch die Schlusswendung: In B bleibt der Schluss auf dem Dominantseptakkord liegen (Halbschluss), in B’ hingegen wird er auf die Tonika zurückgeführt (Ganzschluss). Das Gleiche gilt für die letzte Wiederholung des Refrains (A’, siehe Musikzitat).
(Musikzitat der transponierten Schlusstakte nach dem Klavierauszug in Successi “Morandi”, BMG Gruppo Editoriale, 1988, S. 10–11.)

## Text
Der Sänger beteuert im Liedtext gegenüber der Angebeteten überschwänglich seine Liebe, mit dem zentralen Satz io t’amo più della mia vita („Ich liebe dich mehr als mein Leben“) im Refrain (siehe Musikzitat). In den zwei Strophen kündigt er an, was er alles tun wird, damit sie ihm seine Fehler verzeiht: Er werde auf Knien (in ginocchio) zu ihr zurückkehren, ihre Hände küssen (bacerò le tue mani) und in ihren Augen Vergebung suchen (negli occhi tuoi … cercherò il perdono da te). Er habe einen Fehler begangen (ho sbagliato) und „die andere“ bedeute ihm nichts (l’altra non è … niente per me).
Die zweite Strophe wird zur Hälfte im Anschluss an das Instrumentalsolo noch einmal aufgegriffen, die dritte Strophe ist identisch mit der ersten. In der letzten Wiederholung des Refrains sind die zwei Zeilen vertauscht, er beginnt also bereits mit io t’amo più della mia vita; dieser Satz wird aber auch noch ein weiteres Mal ans Ende gestellt (A’).

## Rezeption

### Erfolg
Das Lied war Gianni Morandis erster Nummer-eins-Hit und markierte seinen endgültigen Durchbruch in Italien. Es hielt sich 13 Wochen an der Spitze der M&D-Singlecharts und kam in den Jahrescharts auf Platz zwei nach Bobby Solos Una lacrima sul viso. Nur einen Monat nach diesem Erfolg kehrte Morandi 1964 mit Non son degno di te, dem Titelsong des zweiten Films der Trilogie, an die Chartspitze zurück.
| ChartsChartplatzierungen | Höchstplatzierung | Wochen |
| ------------------------ | ----------------- | ------ |
| Italien (M&D)            | 1 (29 Wo.)        | 29     |

### Coverversionen
Während Gianni Morandi 1964 noch die spanische Version aufnahm, veröffentlichte Dalida im selben Jahr außerdem die französische Version Je n’ai jamais pu t’oublier (Text: Frank Gérald) und die deutsche Version Ich werde warten (Text: Joachim Relin). Die spanische Version wurde u. a. vom spanischen Sänger Tito Mora sowie unter dem abweichenden Titel De rodillas ante ti (aber mit unverändertem Text) vom peruanischen Sänger Elmo Riveros gecovert. Der japanische Sänger Akira Fuse (布施 明) präsentierte 1966 die japanische Version 貴方にひざまづいて (Anata ni hizamadzuite). Die Originalversion wurde ebenfalls häufig gecovert, so 1964 vom brasilianischen Sänger Jerry Adriani, 1968 von Willy Alberti und 1975 von Rita Pavone. Der Saxofonist Fausto Papetti nahm 1964 außerdem eine Instrumentalversion des Titels auf.

### Weitere Verwendung

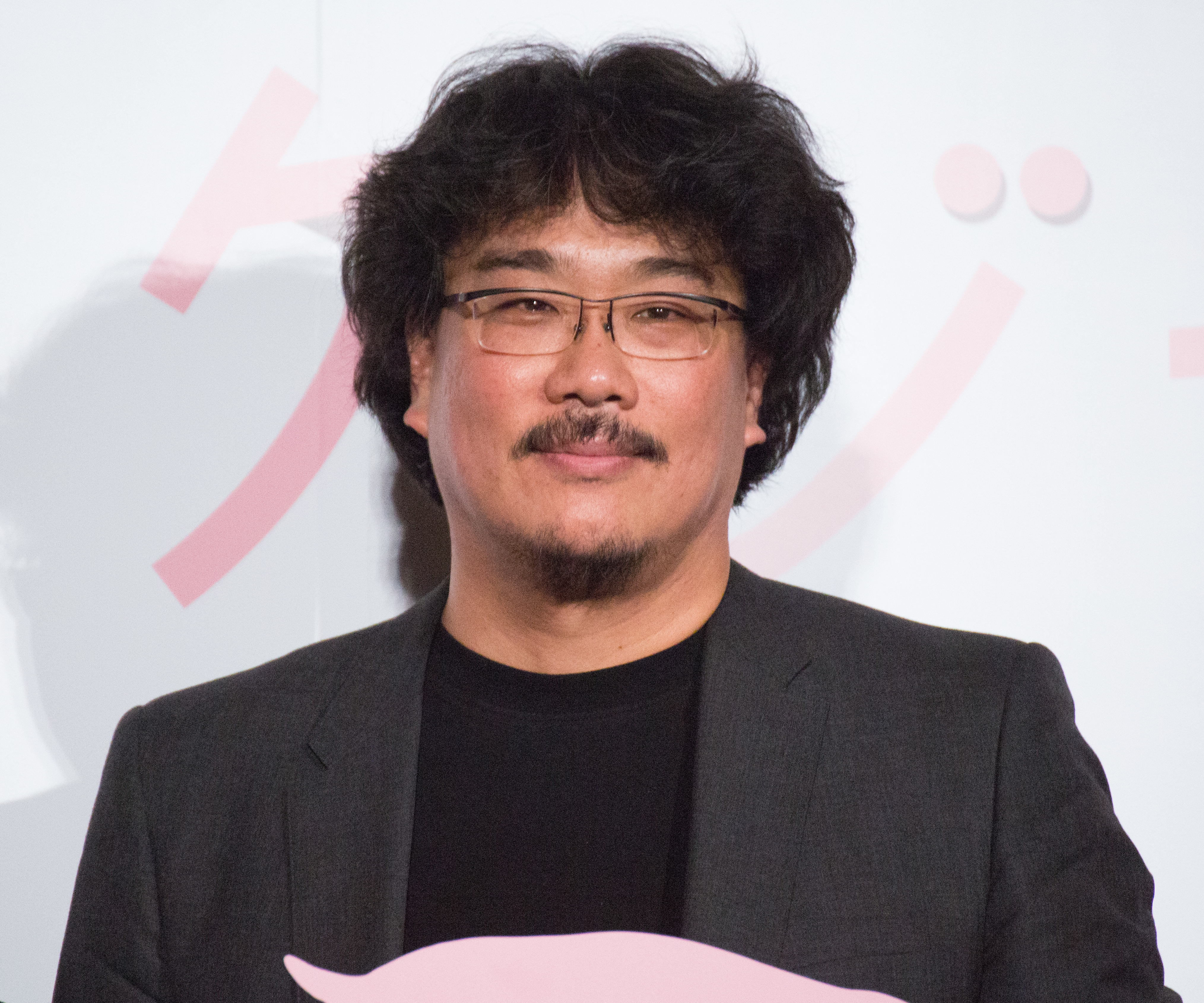
Parasite-Regisseur Bong Joon-ho

Im Jahr 2019 fand das Lied Eingang in den Soundtrack der koreanischen Tragikomödie Parasite von Bong Joon-ho. Dort ist es in einer zentralen Szene vollständig zu hören, „wo sich das Groteske mit der blindwütigen Schlägerei zu vermischen beginnt“. Bong war laut Eigenaussage auf der Suche nach einem „entspannenden“ Lied, das an die Sonne des Mittelmeers erinnert, um einen deutlichen Kontrast zur gewalttätigen Szene herzustellen. Morandi habe er schon aus seiner Kindheit gekannt, da sein Vater viel italienische Musik besessen habe. Dass auch die Protagonisten zu Beginn der Szene wortwörtlich auf Knien zu sehen sind, sei allerdings nur ein Zufall. Sowohl Morandi als auch Bong zeigten sich nach dem Erfolg des Films an einem Treffen interessiert. Dieses Treffen kam schließlich im Rahmen der Filmfestspiele von Venedig 2021 zustande, wo Bong als Jurypräsident anwesend war.

## Belege
1. ↑  La storia. In: Il Cantagiro. Abgerufen am 21. Januar 2020 (italienisch).
2. ↑  Gianni Morandi – In Ginocchio Da Te bei Discogs
3. ↑  Gianni Borgna: Storia della canzone italiana. Laterza, Bari und Rom 1992, S. 313–314.
4. ↑  Gianni Morandi – Hoy De Rodillas bei Discogs
5. ↑  ジァンニ・モランディー – 貴方にひざまづいて bei Discogs
6. ↑  Die musikalische Analyse bezieht sich auf den BMG-Klavierauszug (siehe Musikzitat), wobei die Tonart (dort C-Dur) an die Originalaufnahme angepasst wurde.
7. 1 2  Valentina Giampieri: Che ci fa un Gianni Morandi d’annata nel film (koreano) del momento? In: GQ Italia. Condé Nast, 3. Dezember 2019, abgerufen am 8. Januar 2020 (italienisch).
8. ↑  Guido Racca: M&D Top 100 Year-End: Singoli & Album 1960-2018. Selbstverlag, 2019, ISBN 978-1-980329-12-1, S. 28.
9. ↑  Guido Racca: M&D Borsa Singoli 1960-2019. Selbstverlag, 2019, ISBN 978-1-09-326490-6, S. 19 f.
10. ↑  Guido Racca: M&D Borsa Singoli 1960-2019. Selbstverlag, 2019, ISBN 978-1-09-326490-6, S. 314.
11. ↑  Dalida – Je n’ai jamais pu t’oublier. In: hitparade.ch. Abgerufen am 8. Januar 2020.
12. ↑  Dalida – Wenn Die Soldaten / Ich Werde Warten (In Ginocchio Da Te) bei Discogs
13. ↑  Tito Mora – Hoy de rodillas. In: hitparade.ch. Abgerufen am 8. Januar 2020.
14. ↑  Elmo Riveros Con Eulogio Molina Y Su Orquesta – De Rodillas Ante Ti / Verano bei Discogs
15. ↑  布施明 – おもいで bei Discogs
16. ↑  Tracks on Credi a me – Jerry Adriani (1964). In: SecondHandSongs.com. Abgerufen am 8. Januar 2020.
17. ↑  Willy Alberti – In Ginocchio Da Te / Amore, Susami bei Discogs
18. ↑  Rita Pavone – Rita Per Tutti bei Discogs
19. ↑  Fausto Papetti – In Ginocchio Da Te bei Discogs
20. ↑  Gianni Morandi incontra il regista di ‘Parasite’: ‘Ha accennato ‘In ginocchio da te’’. In: Rockol.it. 11. September 2021, abgerufen am 11. September 2021 (italienisch).